# Мучешть-Денулешть
Мучешть-Денулешть, Мучешті-Денулешті (рум. Mucești-Dănulești) — село у повіті Бузеу в Румунії. Входить до складу комуни Буда.
Село розташоване на відстані 137 км на північний схід від Бухареста, 42 км на північ від Бузеу, 86 км на захід від Галаца, 103 км на схід від Брашова.

## Населення
За даними перепису населення 2002 року у селі проживали 612 осіб, усі — румуни. Усі жителі села рідною мовою назвали румунську.